# Бельмонте (Куенка)
Бельмонте (ісп. Belmonte) — муніципалітет в Іспанії, у складі автономної спільноти Кастилія-Ла-Манча, у провінції Куенка. Населення — 2234 особи (2010), 1958 осіб (2017).
Муніципалітет розташований на відстані близько 130 км на південний схід від Мадрида, 75 км на південний захід від Куенки.

## Демографія
Динаміка населення (INE ):

## Галерея зображень

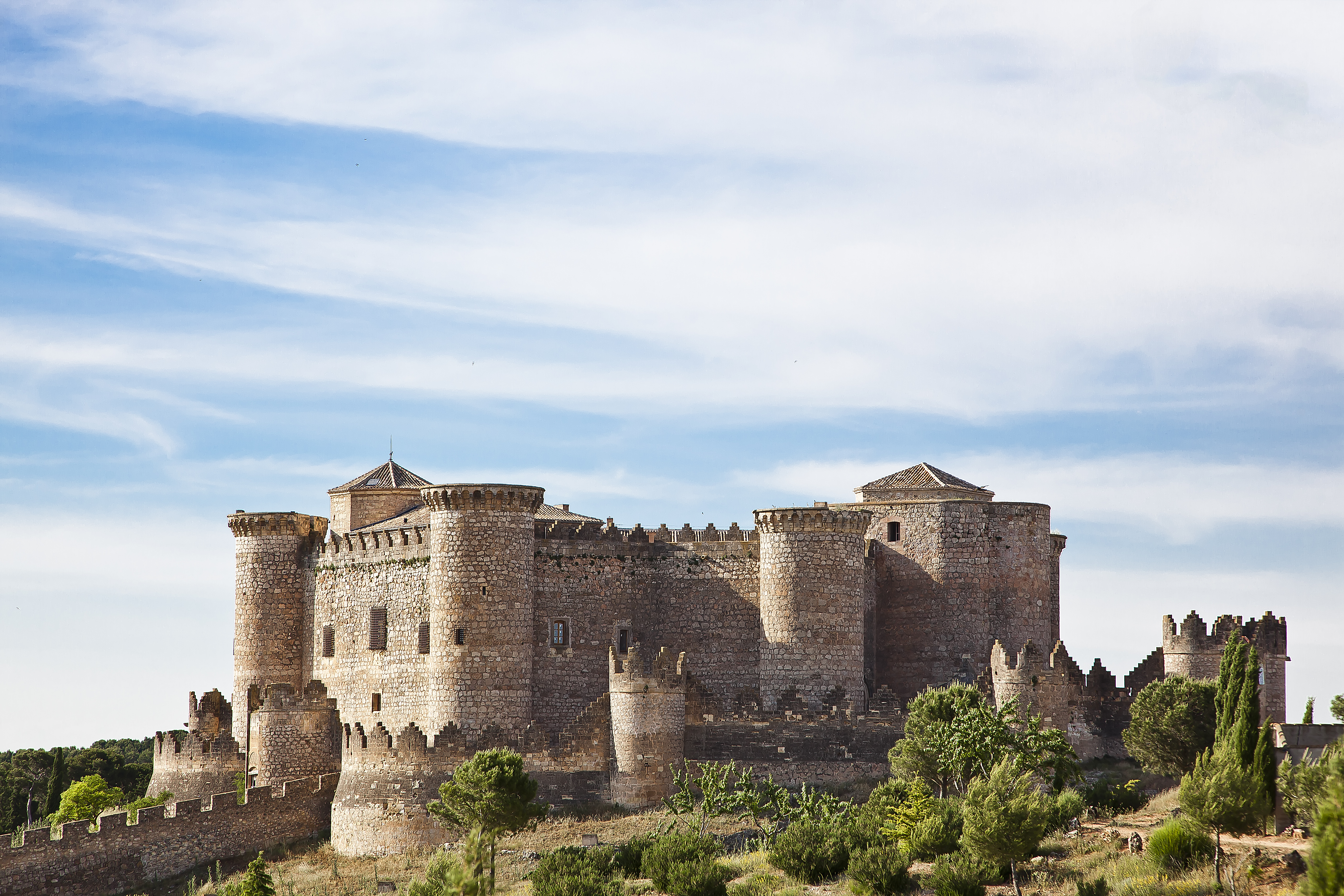
Замок